# 德威特 (纽约州)
德威特（英語：DeWitt）是位于美国纽约州奥农多加县的一个镇，地处雪城东部。2020年美國人口普查时，该镇有26,074人。其名称是摩西·德威特少校（Moses DeWitt）的名字命名的。莱莫恩学院即位于该镇。